# Adlullia javana
Adlullia javana är en fjärilsart som beskrevs av Aurivillius 1894. Adlullia javana ingår i släktet Adlullia och familjen tofsspinnare. Inga underarter finns listade i Catalogue of Life.